# Anthophorini
De Anthophorini vormen een tribus van de Apidae (bijen en hommels).
De tribus omvat de volgende geslachten:
- Amegilla
- Anthophora (Sachembijen)
- Deltoptila
- Elaphropoda
- Habrophorula
- Habropoda
- Pachymelus